# Lucas Creek Waterfall
Der Lucas Creek Waterfall ist ein Wasserfall in Albany, einem Vorort nördlich von Auckland auf der Nordinsel Neuseelands. Er liegt im Gills Scenic Reserve im Oberlauf des Lucas Creek, der in südlicher Fließrichtung in den Waitematā Harbour mündet. Seine Fallhöhe beträgt 5 Meter.
Von der der Gills Road in Albany führt ein Fußweg in fünf bis zehn Gehminuten zum Wasserfall.